# Солдаткін Олексій Петрович
Олексій Петрович Солдаткін (нар.25 лютого 1955, с. Кам'янече, Новоархангельський район Кіровоградської області - 24 січня 2024) — український біолог, дійсний член НАН України. Завідувач Лабораторії біомолекулярної електроніки Інституту молекулярної біології і генетики.

## Біографія
Народився 25 лютого 1955 року в селі Кам'янече Новоархангельського району Кіровоградської області. В 1978 році закінчив Київський державний університет імені Тараса Шевченка за спеціальністю «біохімія» і з того часу працює в Інституті молекуляр. біології і генетики НАН України . У 2000 році захистив докторську, і з 2004 — зав. лабораторії.

## Наукові напрямки
Наукові праці в галузі молекулярної біології та біотехнологій. Розвинув науковий напрям — біосенсорику, що базується на поєднанні властивостей біологічних молекул з фізичним перетворювачем, розробив низку біоаналітичних приладів.